# Acqueville (Calvados)
Pour les articles homonymes, voir Acqueville.
Acqueville est une ancienne commune française, située dans le département du Calvados en région Normandie, devenue le 1er janvier 2019 une commune déléguée au sein de la commune nouvelle de Cesny-les-Sources.
Elle est peuplée de 216 habitants (les Acquevillais).

## Géographie
La commune est au nord-est de la Suisse normande. Son bourg est à 10 km au sud de Bretteville-sur-Laize, à 11 km à l'est de Thury-Harcourt et à 17 km à l'ouest de Falaise.
| Cesny-Bois-Halbout (comm. nouv. de Cesny-les-Sources)         | Cesny-Bois-Halbout (comm. nouv. de Cesny-les-Sources), Moulines | Moulines                                    |
| Cesny-Bois-Halbout (comm. nouv. de Cesny-les-Sources), Meslay | Acqueville                                                      | Tournebu (comm. nouv. de Cesny-les-Sources) |
| Meslay                                                        | Angoville (comm. nouv. de Cesny-les-Sources)                    | Martainville                                |

## Toponymie
Le nom de la localité est attesté sous les formes Achevilla en 1190 (charte de l'abbaye Saint-Étienne de Fontenay), Akevilla en 1204 (magni rotuli, p. 92, 2),, Acqueville dès 1451.
La latinisation Aquavilla est parfois rencontrée dans les documents administratifs tardifs rédigés en latin et le -a de Aqua- correspond à la fois à la désinence latine d'un adjectif devant un substantif féminin (ici l'appellatif villa) et à un rapprochement analogique avec le mot latin aqua qui signifie « eau ». Ce rapprochement fantaisiste est souvent repris par des ouvrages anciens ou des sites internet pour expliquer l'étymologie du toponyme. Phonétiquement Aqua-villa aurait dû aboutir à *Iau-ville ou *Eau-ville (éventuellement *Eweville, *Eveville dans les formes les plus anciennes cf. évier issu de aquarium), le latin aqua ayant régulièrement donné le français eau et à sa forme  dialectale iau. En outre, les toponymes en -ville au sens ancien de « domaine rural » sont des formations médiévales, dont l'élément initial n'est pratiquement jamais un appellatif roman, mais le plus fréquemment un anthroponyme germanique et en Normandie souvent anglo-scandinave.
Il s'agit d'une formation toponymique médiévale en -ville au sens ancien de « domaine rural », dont le premier élément Acque- représente un anthroponyme,. Acque- peut signifier le nom de personne germanique Aki ou Aka ou le nom de personne vieux norrois Aki, c'est-à-dire vieux norrois Áki (vieux danois Aki).
Remarques : Par la mention germanique Aki / Aka chez Albert Dauzat sans doute faut-il entendre germanique septentrional, c'est-à-dire scandinave, car la forme du germanique continental (vieux haut allemand) est Anicho et ne convient pas ici. L'hypothèse scandinave est renforcée par l'attestation ancienne d'un Achelunda en 1070 - 79 aux alentours, et qui est basé sur l'appellatif scandinave lundr « bosquet, petit bois », précédé du nom du même personnage formant ainsi une paire toponymique comme il en existe de nombreux exemples en Normandie (voir par exemple avec les mêmes appellatifs ville et lundr : Étoupeville à Sotteville dans le Cotentin, Estobavilla 1093, et son bois d’Étoublon, Stobelont vers 1000. Sur nom de personne Stubbi attesté dans le Domesday Book). Le sens global est donc celui de « bois d'Aki ». On note également un Aquedales (Seine-Maritime, Bures-en-Bray, Aquedales 1306) composé avec l'appellatif norrois dalr « vallée ». En revanche, il n'y a aucune raison d'y voir l'anthroponyme vieux danois Aggi ou Aghi, car il convient moins bien phonétiquement et ne se retrouve pas dans les formes anciennes contrairement à Acqueville, Manche, noté Agueville jusqu'au XVe siècle.

## Histoire
Le 1er janvier 2019, Acqueville intègre avec quatre autres communes la commune de Cesny-les-Sources créée sous le régime juridique des communes nouvelles instauré par la loi no 2010-1563 du 16 décembre 2010 de réforme des collectivités territoriales. Les communes de Cesny-Bois-Halbout, Acqueville, Angoville, Placy et Tournebu deviennent des communes déléguées et Cesny-Bois-Halbout est le chef-lieu de la commune nouvelle.

## Politique et administration

### Administration municipale
| Période   | Période       | Identité            | Étiquette | Qualité                                      |
| --------- | ------------- | ------------------- | --------- | -------------------------------------------- |
| 1797      | 1809          | Gabriel Rivière     |           |                                              |
| 1809      | 1830          | Louis De Folleville |           |                                              |
| 1830      | 1833          | Gabriel Rivière     |           |                                              |
| 1833      | 1844          | Charles Garnier     |           |                                              |
| 1844      | 1847          | Louis De Folleville |           |                                              |
| 1847      | 1850          | Charles Garnier     |           |                                              |
| 1850      | 1871          | Louis Lepeltier     |           |                                              |
| 1871      | 1872          | François Beaunieux  |           |                                              |
| 1872      | 1900          | Pierre Simon        |           |                                              |
| 1900      | 1913          | Auguste Thibault    |           |                                              |
| 1913      | 1919          | Oriot               |           |                                              |
| 1919      | 1939          | Auguste Thibault    |           |                                              |
| 1939      | 1942          | Louis Abavent       |           |                                              |
| 1942      | 1947          | Jean Thibault       |           |                                              |
| 1947      | 1953          | Lucien Bouin        |           |                                              |
| 1953      | 1977          | Jean Thibault       |           |                                              |
| 1977      | 1995          | Maurice Thibault    |           |                                              |
| 1995      | mars 2014     | Denise Bouin        | SE        | Employée de banque                           |
| mars 2014 | décembre 2018 | Isabelle Onraed     | SE        | Responsable de service (entreprise publique) |

Le conseil municipal était composé de onze membres dont le maire et deux adjoints. Ces conseillers intègrent au complet le conseil municipal de Cesny-les-Sources le 1er janvier 2019 jusqu'en 2020 et Isabelle Onraed devient maire délégué.

### Tendances politiques et résultats
Le résultat de l'élection présidentielle de 2012 dans cette commune est le suivant :
| Candidat       | Candidat                    | Premier tour | Premier tour | Second tour | Second tour |
| Candidat       | Candidat                    | Voix         | %            | Voix        | %           |
| -------------- | --------------------------- | ------------ | ------------ | ----------- | ----------- |
|                | Eva Joly (EÉLV)             | 0            | 0,00         |             |             |
|                | Marine Le Pen (FN)          | 16           | 15,53        |             |             |
|                | Nicolas Sarkozy (UMP)       | 27           | 26,21        | 40          | 40,40       |
|                | Jean-Luc Mélenchon (FG)     | 18           | 17,48        |             |             |
|                | Philippe Poutou (NPA)       | 1            | 0,97         |             |             |
|                | Nathalie Arthaud (LO)       | 4            | 3,88         |             |             |
|                | Jacques Cheminade (SP)      | 1            | 0,97         |             |             |
|                | François Bayrou (MoDem)     | 8            | 7,77         |             |             |
|                | Nicolas Dupont-Aignan (DLR) | 2            | 1,94         |             |             |
|                | François Hollande (PS)      | 26           | 25,24        | 59          | 59,60       |
|                |                             |              |              |             |             |
| Inscrits       | Inscrits                    | 119          | 100,00       | 119         | 100,00      |
| Abstentions    | Abstentions                 | 16           | 13,45        | 16          | 13,45       |
| Votants        | Votants                     | 103          | 86,55        | 103         | 86,55       |
| Blancs et nuls | Blancs et nuls              | 0            | 0,00         | 4           | 3,88        |
| Exprimés       | Exprimés                    | 103          | 100,00       | 99          | 96,12       |

Le résultat de l'élection présidentielle de 2017 dans cette commune est le suivant :
| Candidat    | Candidat                    | Premier tour | Premier tour | Deuxième tour | Deuxième tour |  |
| Candidat    | Candidat                    | %            | Voix         | %             | Voix          |  |
| ----------- | --------------------------- | ------------ | ------------ | ------------- | ------------- |  |
|             | Nicolas Dupont-Aignan (DLF) | 5,41         | 6            |               |               |  |
|             | Marine Le Pen (FN)          | 26,13        | 29           | 32,67         | 33            |  |
|             | Emmanuel Macron (EM)        | 19,82        | 22           | 67,33         | 68            |  |
|             | Benoît Hamon (PS)           | 5,41         | 6            |               |               |  |
|             | Nathalie Arthaud (LO)       | 0,90         | 1            |               |               |  |
|             | Philippe Poutou (NPA)       | 0,00         | 0            |               |               |  |
|             | Jacques Cheminade (SP)      | 0,00         | 0            |               |               |  |
|             | Jean Lassalle (RES)         | 0,00         | 0            |               |               |  |
|             | Jean-Luc Mélenchon (LFI)    | 26,13        | 29           |               |               |  |
|             | François Asselineau (UPR)   | 0,00         | 0            |               |               |  |
|             | François Fillon (LR)        | 16,22        | 18           |               |               |  |
|             |                             |              |              |               |               |  |
| Inscrits    | Inscrits                    | 134          | 100,00       | 134           | 100,00        |  |
| Abstentions | Abstentions                 | 17           | 12,69        | 19            | 14,18         |  |
| Votants     | Votants                     | 117          | 87,31        | 115           | 85,82         |  |
| Blancs      | Blancs                      | 6            | 5,13         | 9             | 7,83          |  |
| Nuls        | Nuls                        | 0            | 0,00         | 5             | 4,35          |  |
| Exprimés    | Exprimés                    | 111          | 94,87        | 101           | 87,83         |  |

## Démographie
En 2021, la commune comptait 216 habitants. Depuis 2004, les enquêtes de recensement dans les communes de moins de 10 000 habitants ont lieu tous les cinq ans (en 2005, 2010, 2015, etc. pour Acqueville) et les chiffres de population municipale légale des autres années sont des estimations. 
Au premier recensement républicain, en 1793, Acqueville comptait 529 habitants, population jamais atteinte depuis.
| 1793 | 1800 | 1806 | 1821 | 1831 | 1836 | 1841 | 1846 | 1851 |
| ---- | ---- | ---- | ---- | ---- | ---- | ---- | ---- | ---- |
| 529  | 441  | 502  | 453  | 466  | 440  | 423  | 410  | 379  |

| 1856 | 1861 | 1866 | 1872 | 1876 | 1881 | 1886 | 1891 | 1896 |
| ---- | ---- | ---- | ---- | ---- | ---- | ---- | ---- | ---- |
| 374  | 368  | 350  | 323  | 331  | 283  | 266  | 246  | 253  |

| 1901 | 1906 | 1911 | 1921 | 1926 | 1931 | 1936 | 1946 | 1954 |
| ---- | ---- | ---- | ---- | ---- | ---- | ---- | ---- | ---- |
| 249  | 244  | 200  | 189  | 189  | 183  | 176  | 157  | 165  |

| 1962 | 1968 | 1975 | 1982 | 1990 | 1999 | 2005 | 2010 | 2015 |
| ---- | ---- | ---- | ---- | ---- | ---- | ---- | ---- | ---- |
| 184  | 146  | 144  | 170  | 211  | 178  | 161  | 186  | 190  |

| 2018 | - | - | - | - | - | - | - | - |
| ---- | - | - | - | - | - | - | - | - |
| 187  | - | - | - | - | - | - | - | - |

## Lieux et monuments
- Château de la Motte du XVIIe siècle, classé au titre des monuments historiques[19].
- Église Saint-Aubin, romane (XIe siècle, largement remaniée), inscrite au titre des monuments historiques[20].
- Manoir d’Acqueville du XVe siècle.
- Ferme de Courfontaine du XVIIIe siècle.

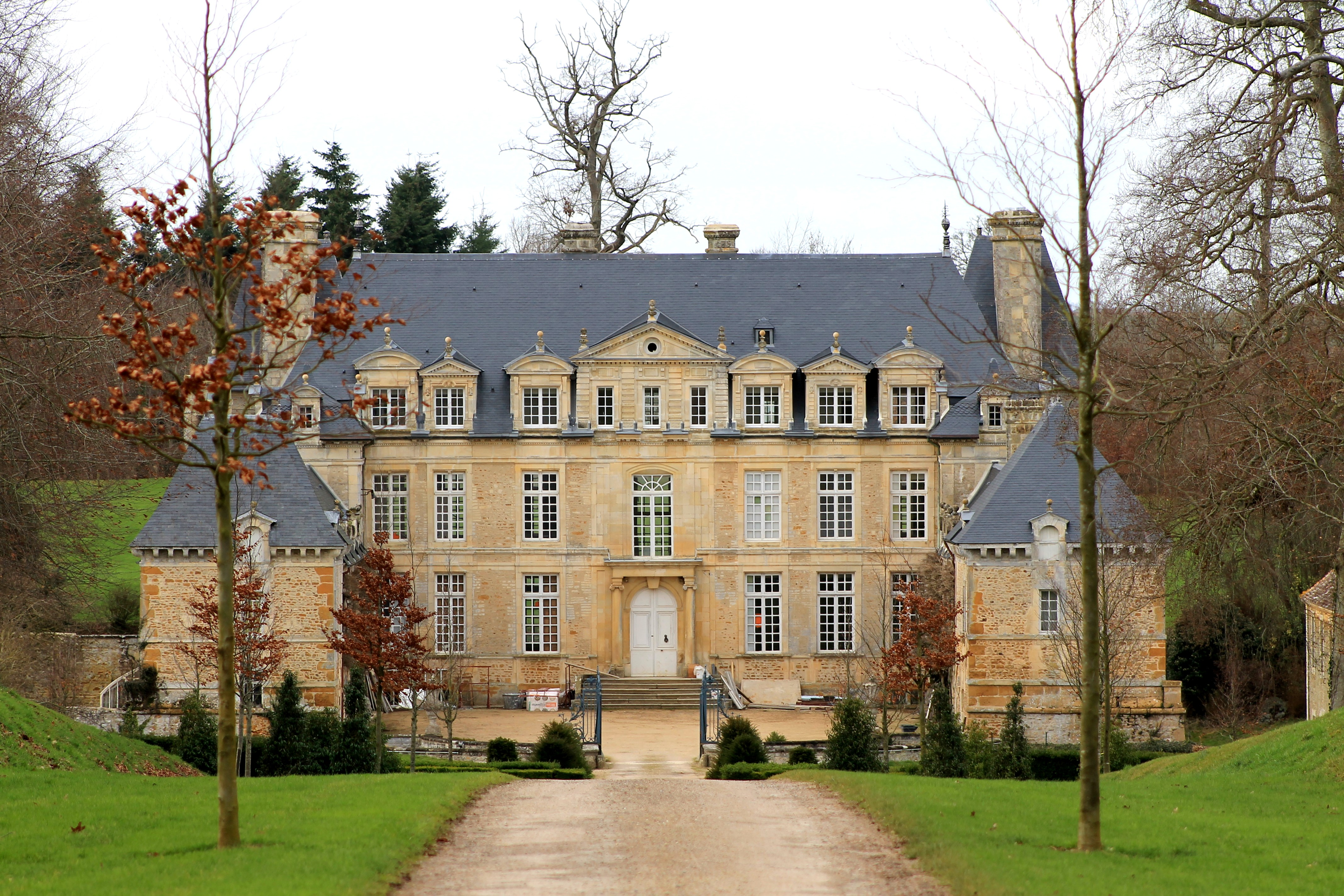
Château de la Motte.
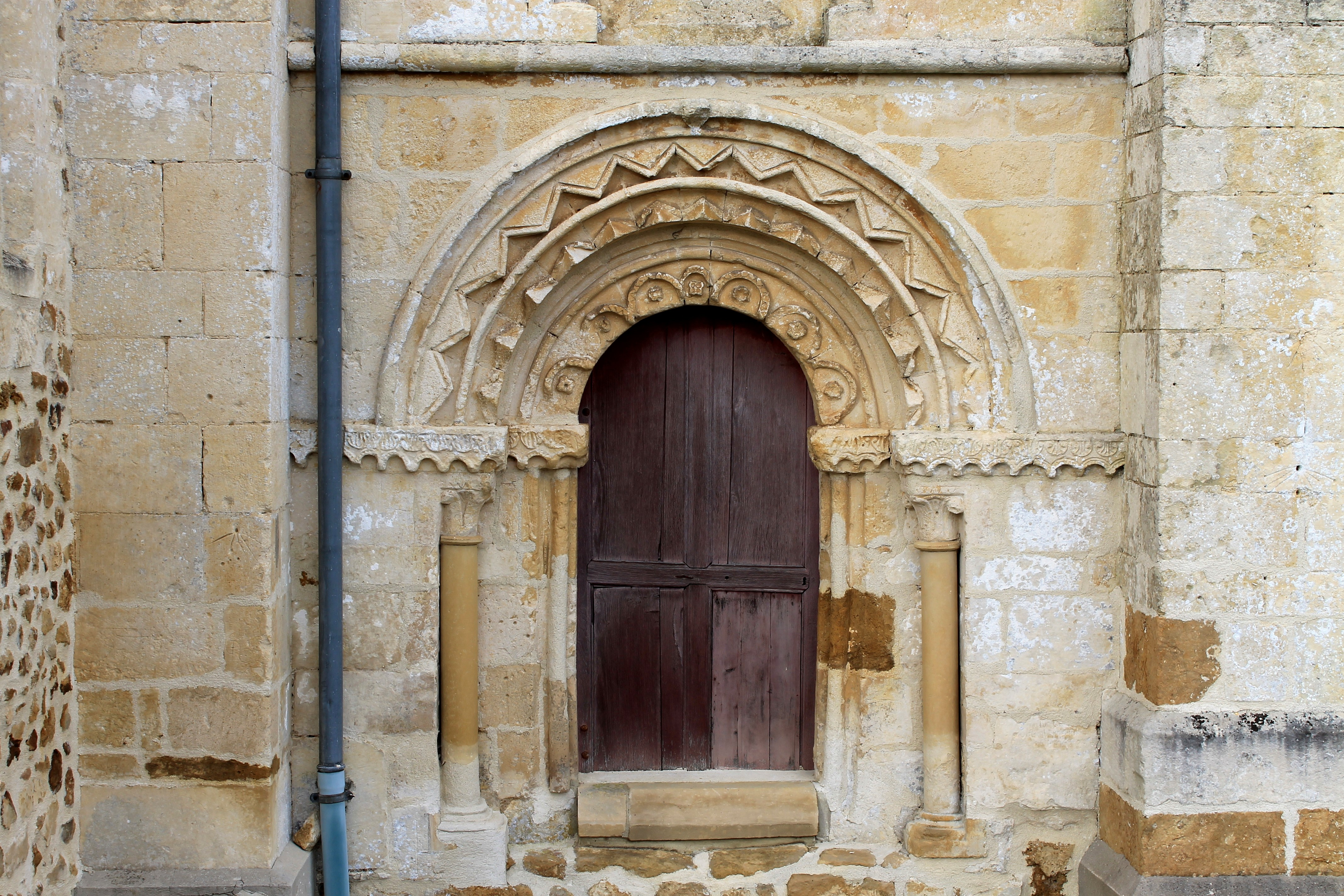
Portail roman de l'église Saint-Aubin.
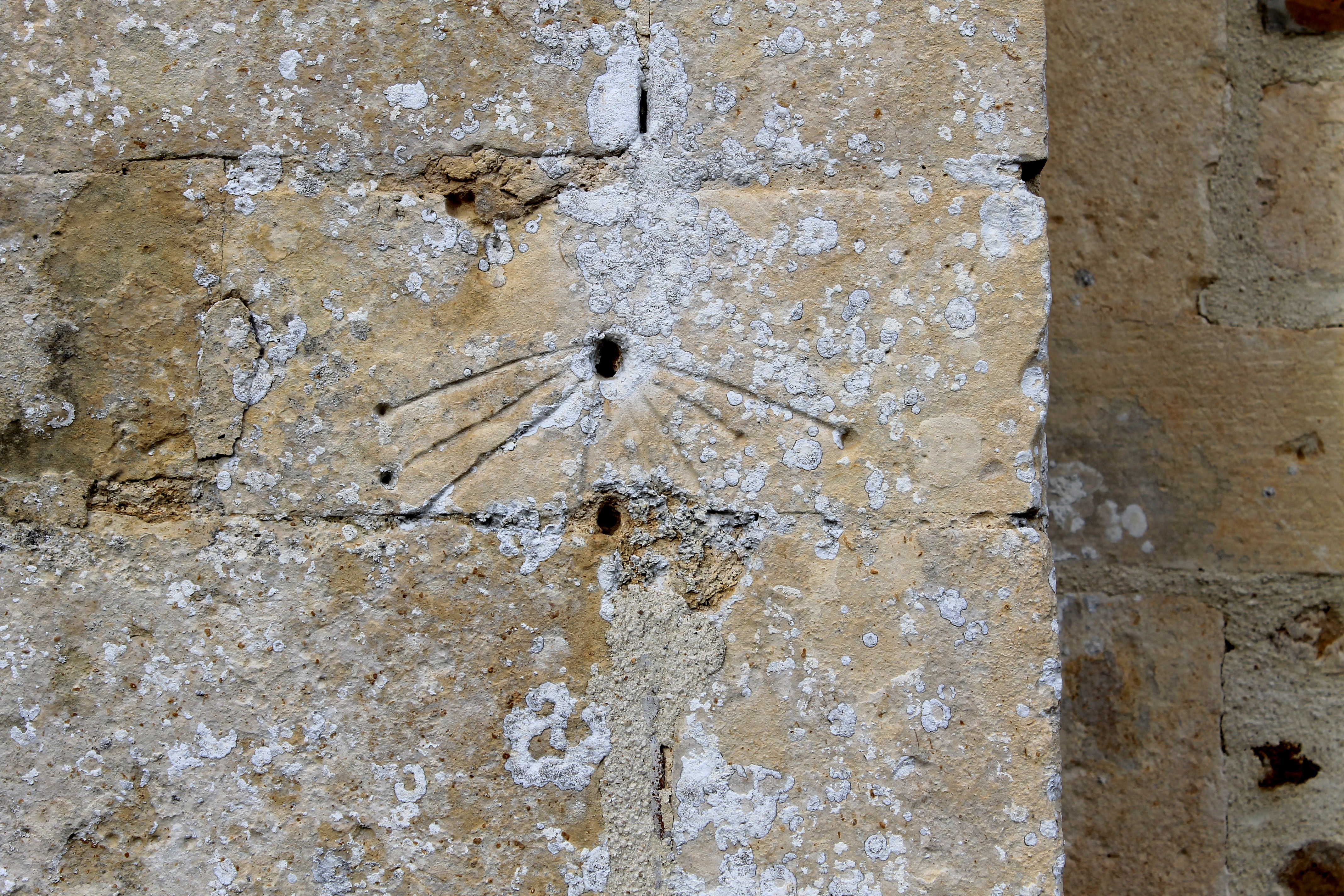
Cadran canonial de l'église Saint-Aubin.

Cartes postales anciennes
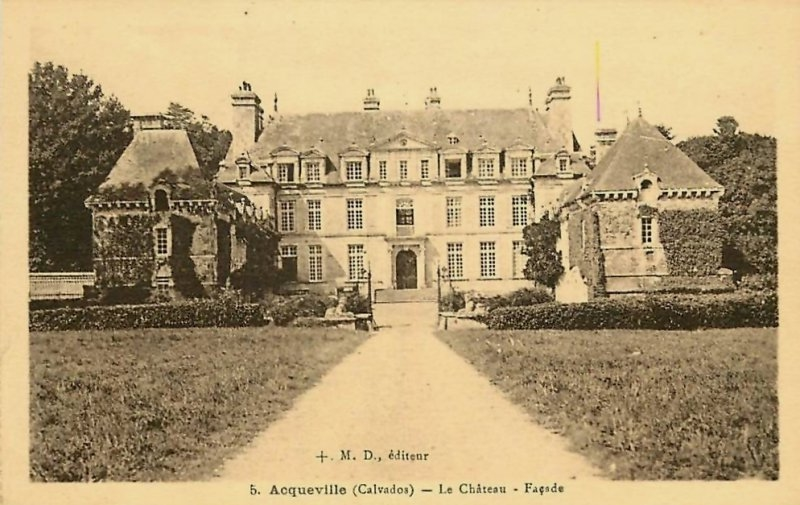
Le château.
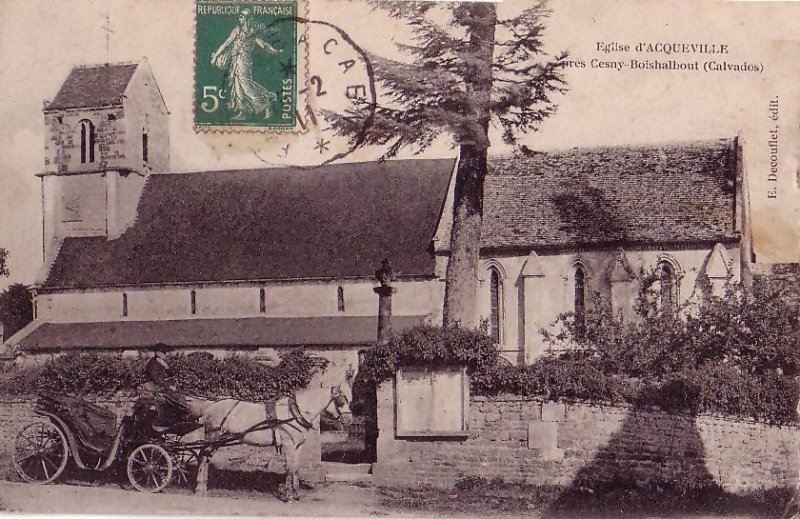
L'église.
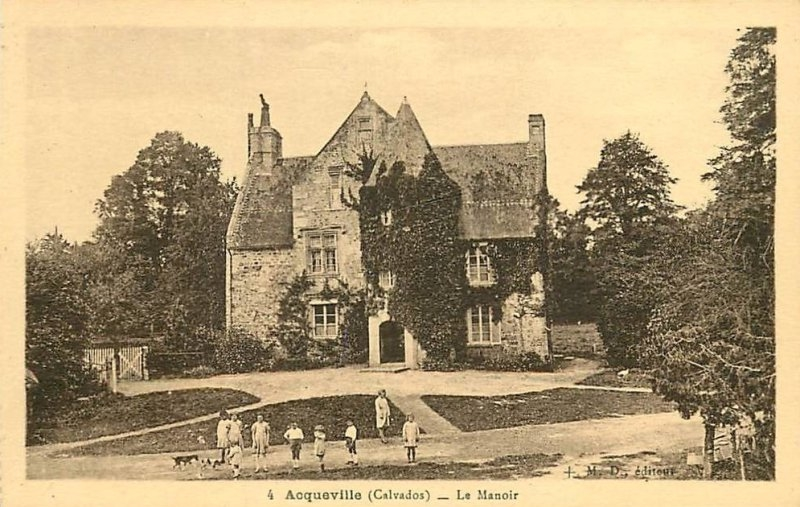
Le manoir.
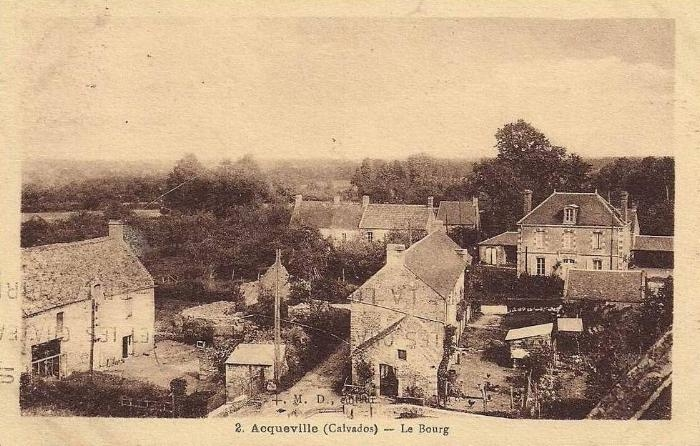
Vue du village.
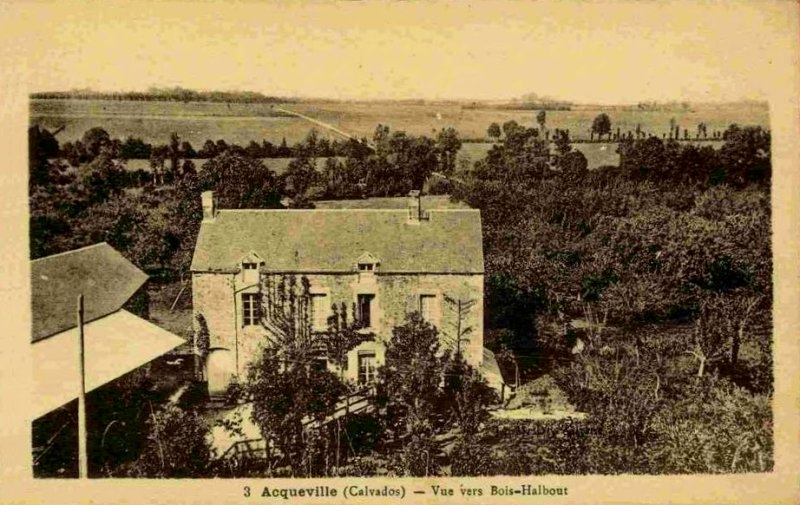
Vue du village

## Personnalités liées à la commune
- Adrien de Boucherville, né en 1829 au château de la Motte d'Acqueville, fils ainé de Louis-Ferdinand de Boucherville et Louise de Folleville, peintre de scènes de genre[21]. Il meurt à Paris en 1885 et est enterré dans l'ancien cimetière de Saint-Maurice-l'Exil en Isère. Il est un descendant de Pierre Boucher (explorateur), parti au Canada et anobli par Louis XIV en 1661.